# Otos
Otos és un municipi del País Valencià situat a la comarca de la Vall d'Albaida.

## Geografia
El terme municipal d'Otos se situa l'ombria del Benicadell i s'estén dibuixant una forma estreta i allargada de manera perpendicular a la muntanya, en direcció nord-sud. Limita amb les jurisdiccions de Muro d'Alcoi i Gaianes (comarca del Comtat) pel sud; Beniatjar i la Pobla del Duc a l'est; Sant Pere d'Albaida i Benissuera pel vessant nord i Montaverner i Bèlgida queden a l'oest.
La seua màxima altitud (1.022 msnm) se situa en l'Alt del Morral o «Collao», punt on fiten quatre termes municipals. La cota més baixa es troba a 140 metres sobre el nivell del mar en una ubicació bastant llunyana del nucli de població, al bell mig de la vall Blanca, on el riu Albaida acarona el poble de Benissuera i rep les aigües tributàries del riu Micena (hui en dia territori inundable per l'embassament de Bellús).
L'extensió del terme és d'11,23 km², és a dir, 1.124 hectàrees i 59 àrees. La seua forma estreta (no supera en cap lloc el quilòmetre) i allargassada (poc més de 10 km) és semblant a la dels veïns municipis de Bèlgida i de Beniatjar, els tres pertanyents a l'antiga jurisdicció del castell de Carbonera durant l'edat mitjana. Responen a una fisonomia bastant semblant, malgrat les diferències paleses tant en la seua forma com en el desenvolupament econòmic i poblacional.
Actualment tots estan integrats dins la comarca de la Vall d'Albaida, regida parcialment per la Mancomunitat de Municipis homònima que té la seu a Ontinyent, ciutat a la qual pertanyen judicialment des que en l'any 1960 fora abolit el partit judicial d'Albaida. Otos dista 92,1 km de la ciutat de València i 20 km d'Ontinyent.
El terme otosí està format per dues porcions de terreny separades entre si. Una vegada travessada la carretera CV-60, se situa l'antic límit septentrional del terme d'Otos, però transcorreguts al voltant de 50 m en direcció nord, una vegada passada la casa Alta, on es trobava l'antic molí del Poll que es veia impulsat per la força fluvial del riu Micena. De nou el domini otosí s'obri entre els territoris belgidans i poblans, els quals tenen el riu com a fita durant eixe curt tram, tant físicament com administrativa. Eixe territori, actualment d'Otos, ocupa les jurisdiccions dels antics poblats moriscs de Torralba i de Micena. El fet que constituïsca un illot separat de l'allargassat cos principal del terme ha ocasionat que moltes vegades, a l'hora de confeccionar mapes o de modificar les fonts cartogràfiques ja existents per a interpretar-les, s'haja adjuntat incorrectament eixe territori al terme de la Pobla, al de Bèlgida, a Benissuera o, fins i tot, al del Genovés.

## Història
El Llibre del Repartiment conté la primera referència escrita d'Otos. La baronia d'Otos fou jurisdicció territorial adquirida per Cristòfor del Milà i d'Aragó, segon comte d'Albaida en el 1533. El 1574, es desmembrà de la parròquia de Bèlgida, a la qual pertanyia, i se li afegiren les de Carrícola, Torralba i Micena. L'arquebisbe de València sant Joan de Ribera va erigir el 1574 la parròquia d'Otos dedicada a santa Bàrbara, en l'espai de l'antiga mesquita (el temple actual és de 1748). El 1585, en el padró fet per sant Joan de Ribera, s'assenyalava que hi havia a Otos 50 cases de moriscos i 24 de cristians vells (uns 333 habitants). El 1609, amb l'expulsió morisca, el poble quedà deshabitat i fou repoblat per escriptura atorgada el 17 d'octubre de 1611. El senyoriu d'Otos el tingué el marqués de Sant Josep. L'edifici més singular del poble és el palau, començat a construir pel marqués.
Durant la invasió francesa, va tenir un paper destacat el franciscà otosí Francesc Quilis, que va participar en la Batalla del Raboser (27 d'abril de 1812) a Atzeneta, on va ser fet presoner pels francesos i posteriorment afusellat.
El 1815, comença la celebració de les festes patronals en honor de la Puríssima Concepció, als sants de la Pedra i al Crist de la fe (que va fer el seu primer miracle durant la Guerra del Francés el 1812).
Durant les guerres carlines hi van haver uns aldarulls produïts per Leopoldo i Valeriano Martí d'Alfarrasí, però l'alcalde Francisco Vicente Oliveres Cortell els va expulsar amb l'ajuda dels veïns, que els van fer front amb les armes.
Al segle xx, comença una època d'esplendor econòmica, fruit de la comercialització del raïm i del repartiment de la propietat de la terra, i s'origina una burgesia agrària local. La crisi de la fil·loxera de l'any 1910 va marcar l'inici de l'emigració cap a l'Argentina, Barcelona i altres territoris europeus. Els anys següents a la Guerra Civil estigueren marcats per la penúria econòmica, migracions que es van veure frenades amb la introducció artesanal de la sarga (folrar garrafes de vidre amb vímet) i amb la proliferació d'indústries tèxtils als municipis veïns de la comarca, especialment Albaida.

## Demografia
| 1990 | 1992 | 1994 | 1996 | 1998 | 2000 | 2002 | 2004 | 2006 | 2011 | 2019 |
| ---- | ---- | ---- | ---- | ---- | ---- | ---- | ---- | ---- | ---- | ---- |
| 562  | 556  | 555  | 534  | 524  | 526  | 520  | 504  | 526  | 490  | 434  |

## Política i govern

### Composició de la Corporació Municipal
El Ple de l'Ajuntament està format per 7 regidors. En les eleccions municipals de 26 de maig de 2019 foren elegits 7 regidors de Compromís per Otos (Compromís).
| Eleccions municipals de 26 de maig de 2019 - Otos                                                                            |                                     |                                     |                                     |      |          |          |
| Candidatura | Candidatura                         | Candidatura                         | Cap de llista                       | Vots | Vots     | Regidors |
| | Compromís per Otos                  |                                     | Mario Mira Alfonso                  | 261  | 90,94%   | 7 ()     |
| | Altres candidatures                 |                                     |                                     | 12   | 4,18%    | 0        |
| | Vots en blanc                       |                                     |                                     | 14   | 4,88%    |          |
| Total vots vàlids i regidors                                                                                                 | Total vots vàlids i regidors        | Total vots vàlids i regidors        | Total vots vàlids i regidors        | 287  | 100 %    | 7        |
| | Vots nuls                           | Vots nuls                           | Vots nuls                           | 22   | 7,12%    |          |
| Participació (vots vàlids més nuls)                                                                                          | Participació (vots vàlids més nuls) | Participació (vots vàlids més nuls) | Participació (vots vàlids més nuls) | 309  | 83,97%** |          |
| Abstenció | Abstenció                           | Abstenció                           | Abstenció                           | 59*  | 16,03%** |          |
| Total cens electoral | Total cens electoral                | Total cens electoral                | Total cens electoral                | 368* | 100 %**  |          |
| Alcalde: Mario Mira Alfonso (Compromís) (15/06/2019) Per majoria absoluta dels vots dels regidors                            |                                     |                                     |                                     |      |          |          |
| Fonts: JEC, JEZ Alcoi, M. Interior, Periòdic Ara. (* No són vots sinó electors. ** Percentatge respecte del cens electoral.) |                                     |                                     |                                     |      |          |          |

### Alcaldia
Des de 2023 l'alcaldessa d'Otos és Inés Alfonso Monzó de Compromís per Otos (Compromís).
| Període                       | Alcalde o alcaldessa                        | Partit polític | Data de possessió | Observacions |
| ----------------------------- | ------------------------------------------- | -------------- | ----------------- | ------------ |
| 1979–1983                     | Maria Cabanes Castelló Benjamín Fayos Nadal | AIO ??         | 19/04/1979 ??     | s/d --       |
| 1983–1987                     | Joan Mateu Ferrero                          | PSPV-PSOE      | 28/05/1983        | --           |
| 1987–1991                     | Vicent Tomàs Sellés                         | PSPV-PSOE      | 30/06/1987        | --           |
| 1991–1995                     | Vicent Tomàs Sellés                         | PSPV-PSOE      | 15/06/1991        | --           |
| 1995–1999                     | Vicent Tomàs Sellés                         | PSPV-PSOE      | 17/06/1995        | --           |
| 1999–2003                     | Vicent Tomàs Sellés                         | PSPV-PSOE      | 03/07/1999        | --           |
| 2003–2007                     | Emili Josep Mira Quilis                     | EU-L'Entesa    | 14/06/2003        | --           |
| 2007–2011                     | Emili Josep Mira Quilis                     | EUPV           | 16/06/2007        | --           |
| 2011–2015                     | Emili Josep Mira Quilis                     | IdPV-Compromís | 11/06/2011        | --           |
| 2015–2019                     | Mario Mira Alfonso                          | Compromís      | 13/06/2015        | --           |
| 2019-2023                     | Mario Mira Alfonso                          | Compromís      | 15/06/2019        | --           |
| Des de 2023                   | n/d                                         | n/d            | 17/06/2023        | --           |
| Fonts: Generalitat Valenciana |                                             |                |                   |              |

## Monuments i llocs d'interés
- Palau del marqués de Sant Josep (segle xviii). El palau va ser totalment restaurat a partir de l'any 2000 quan, després de moltes negociacions, l'Ajuntament va poder comprar el palau a l'ONCE, que era l'última propietària de l'edifici. Pel seu valor arquitectònic i patrimonial està declarat Bé de Rellevància Local. Actualment acull les oficines de l'Ajuntament i altres dependències municipals.

- Església parroquial de la Immaculada Concepció (1724-1748). Estil neoclàssic jesuític. Destaquen els frescos dels quatre evangelistes, l'oli de la Santíssima Trinitat (atribuït a Vicent López), la pica goticorenaixentista de pedra calcària, etc.

- Ermita de la Mare de Déu dels Dolors (segle xviii). Del segle xviii, amb les reformes posteriors com les pintures sobre les escenes del calvari amb un estil romàntic, la lluminositat de les quals és molt inusual. També cal destacar-ne el retaule major.

- Castell de Carbonera. Antiga fortalesa àrab, parcialment derruïda, però que encara conserva part de les muralles, així com la distribució del seu interior. Situat en el paratge conegut com La Lloma.

- Ruta dels rellotges de sol. Més de 30 obres converteixen Otos en el municipi europeu amb major densitat de rellotges de sol. Obres d'Andreu Alfaro, Antoni Miró, Manuel Boix, Arcadi Blasco o Joan Olivares conformen la ruta turístico-cultural.

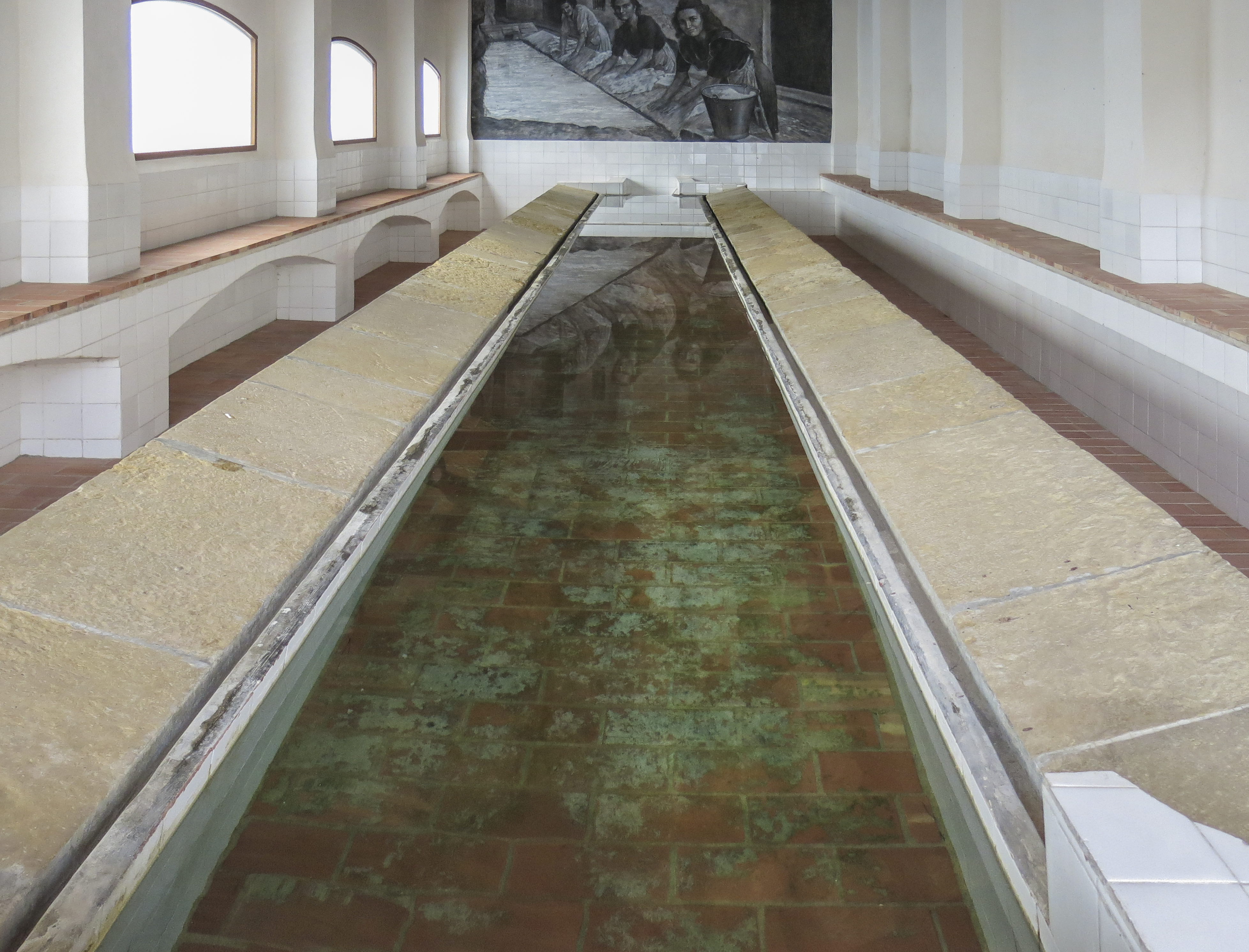
Llavador d'Otos
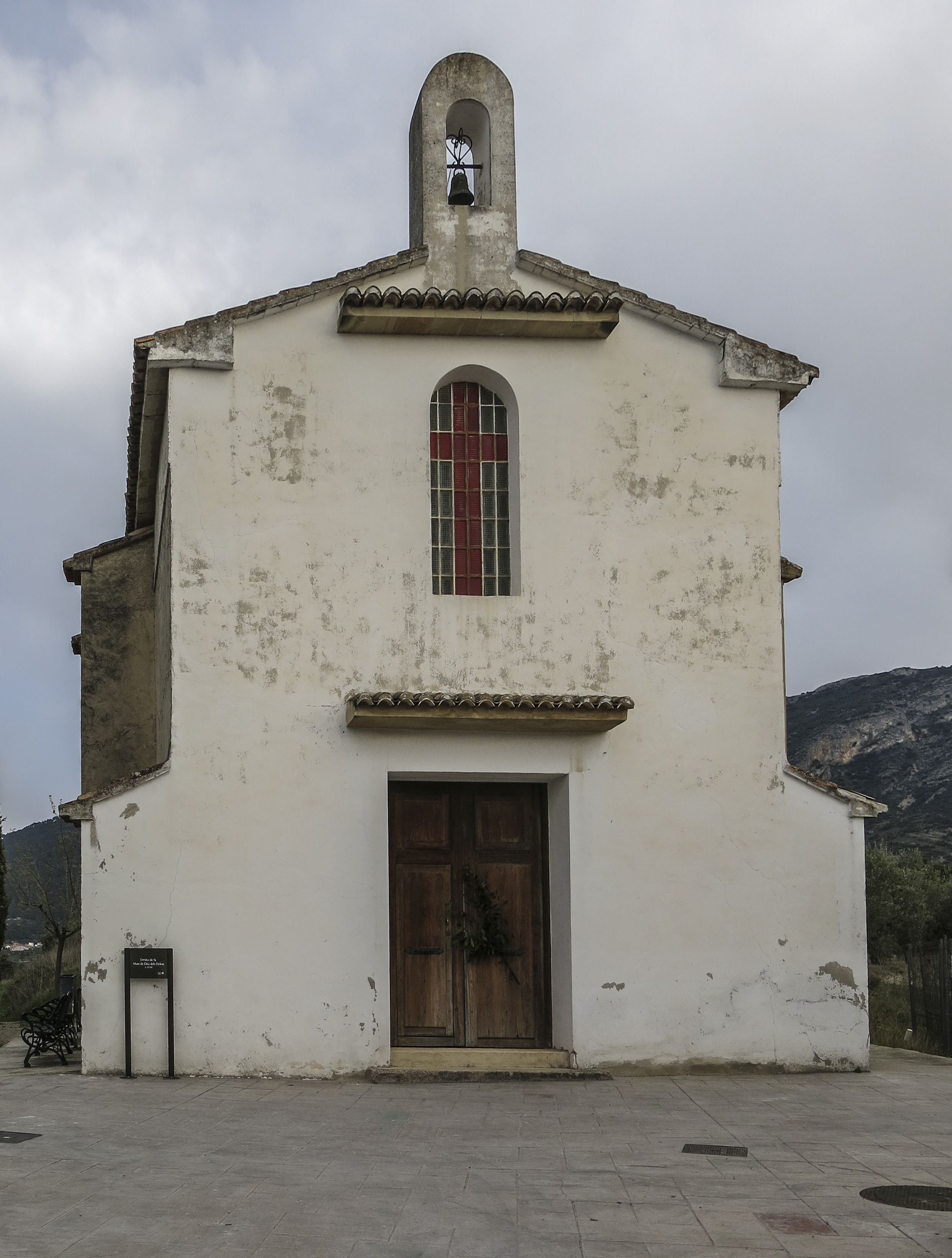
Ermita de la Mare de Déu dels Dolors
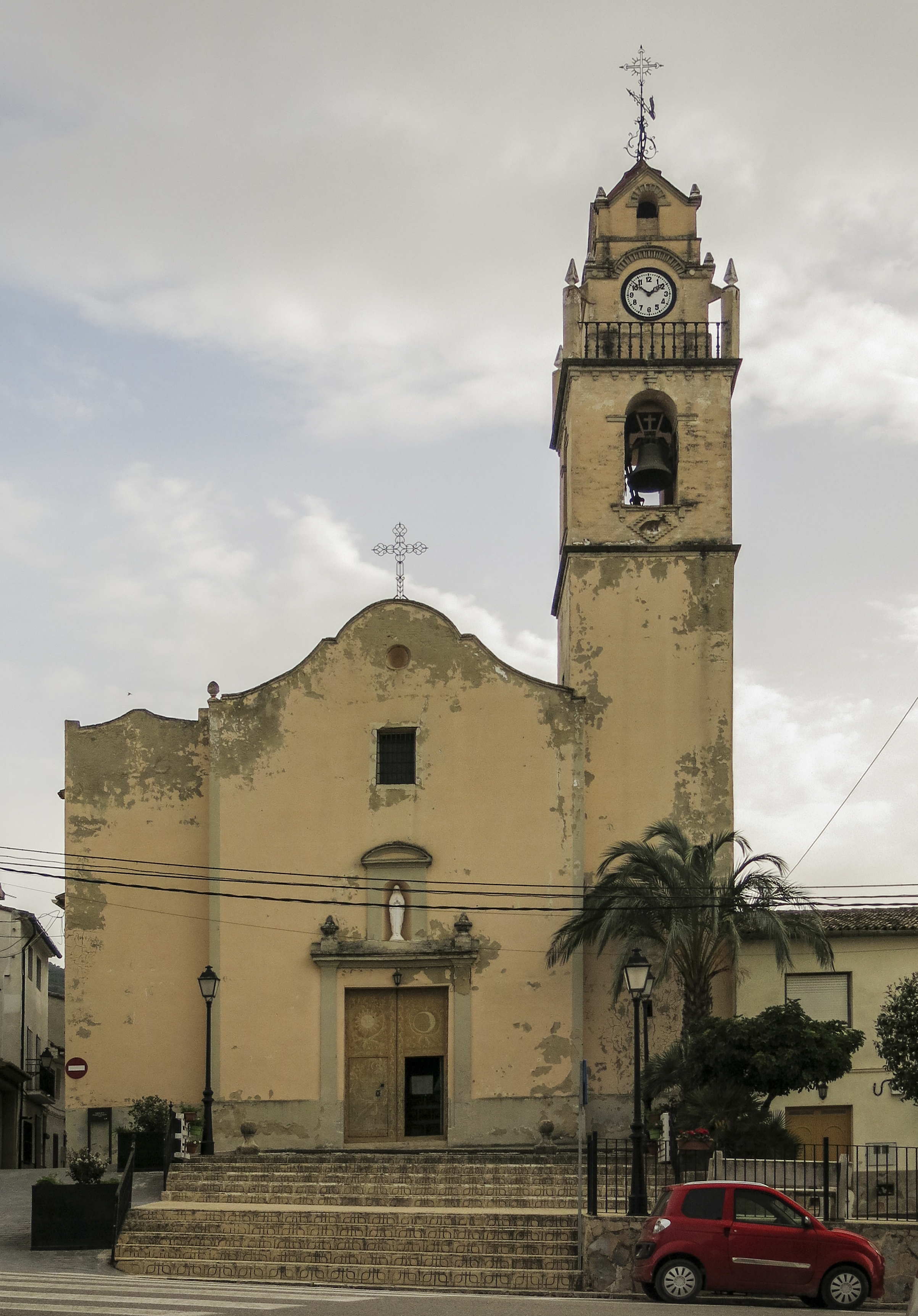
Església parroquial
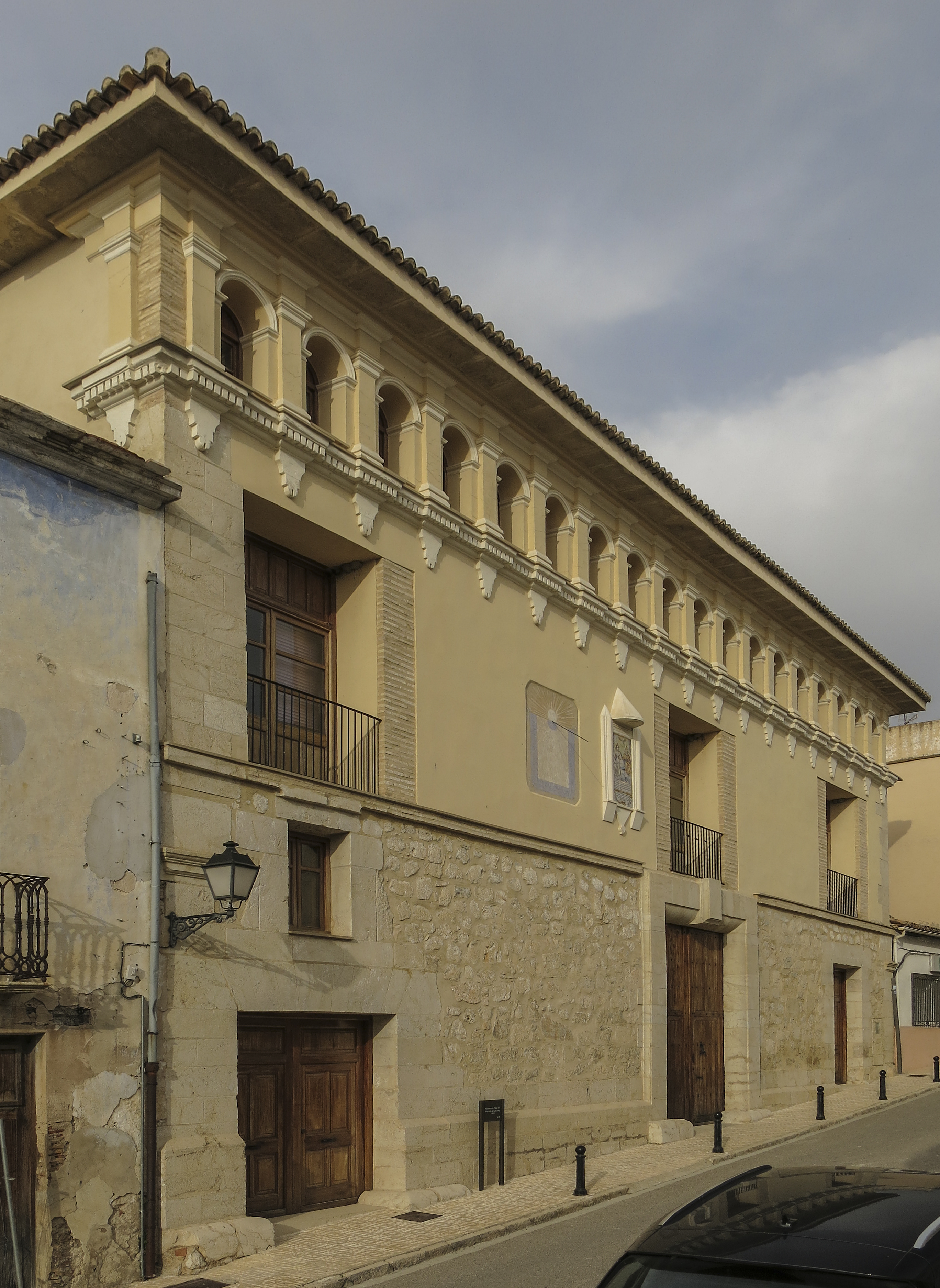
Palau del Marqués de Sant Josep
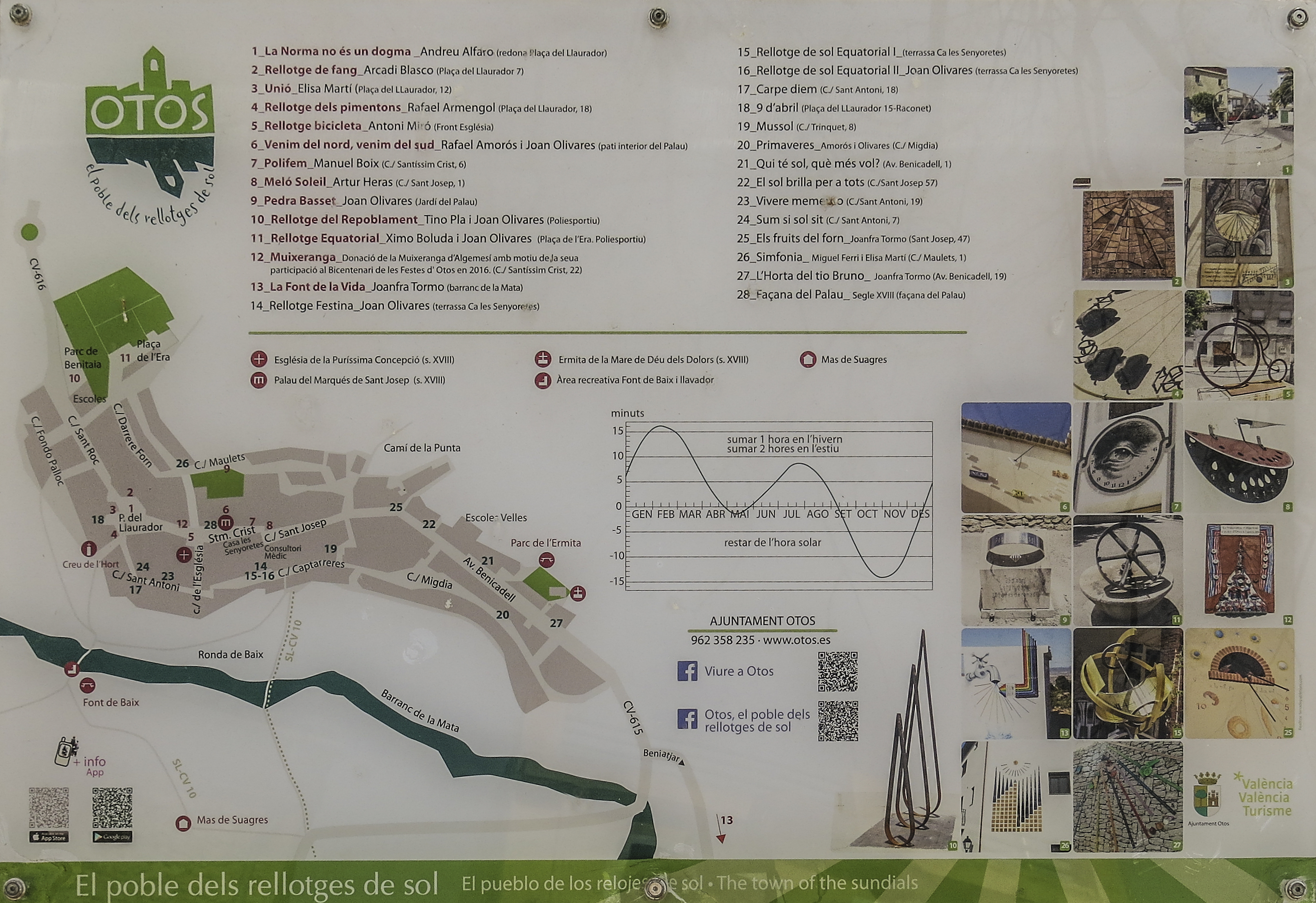
Tauler informatiu de la ruta dels rellotges de sol
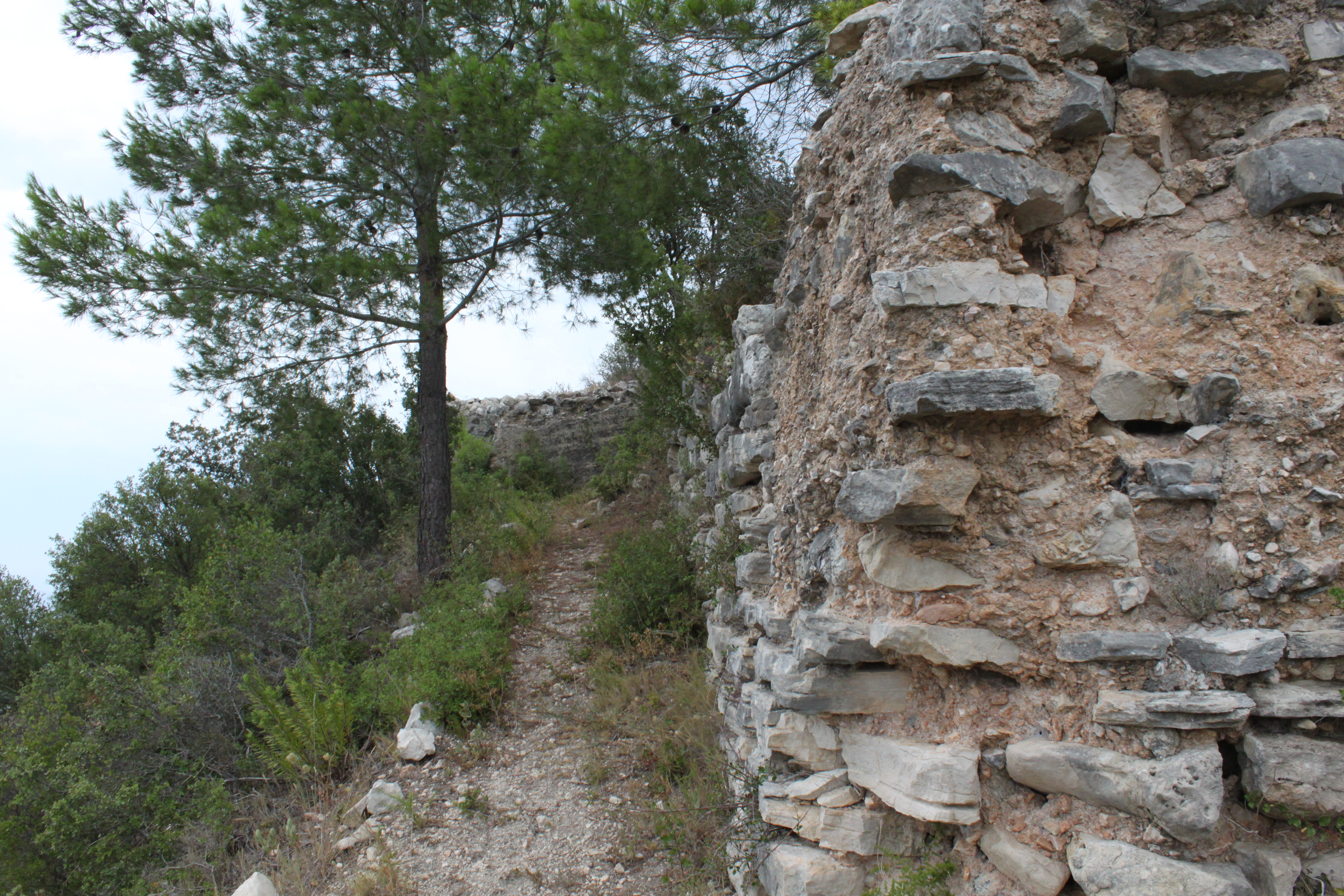
Castell de Carbonera

## Festes locals
- Festes patronals. Celebra les seues festes patronals (des de 1816) del 3 al 8 d'agost en honor del Crist de la Fe, la Puríssima Concepció i els Sants Abdó i Senén. Aquestes festes consisteixen en una sèrie d'activitats lúdiques per a totes les edats: setmana esportiva, parc d'atraccions, cavalcada, jocs infantils, sopars populars, concursos, competicions, revetles, concerts... Així com celebracions religioses, misses i processons, en honor als patrons.
- Sant Antoni Abat. Se celebren el cap de setmana més pròxim al 17 de gener. En aquest cas, la celebració se centra en el carrer del poble que duu aquest mateix nom, Sant Antoni, en la qual s'organitzen diversos actes com són la despertà i la benedicció dels animals dissabte al migdia. Per la vesprada té lloc la missa, seguida de la processó i el repartiment del pa beneit. A continuació una cercavila condueix a l'encesa de la tradicional foguera. A la nit es comparteix un sopar i una actuació musical amb ball. Diumenge al matí hi ha xocolatada amb bunyols.
- Festa de les Cassoletes. El dijous anterior al Dimecres de Cendra. És tradicional en aquest dia anar-se'n a menjar arròs al forn pel camp, en grups de gent (sobretot mares i xiquets), i a la vesprada. Els xiquets es disfressen i per tot el poble s'organitza una batalla de farina, que consisteix a anar amb una bossa plena de farina i llançar grapats de farina als adversaris, es denomina tradicionalment «l'enfarinà».
- Festa de Sant Josep. Un cap de setmana posterior al 19 de març. Aquesta festa se centra en el carrer que duu el seu nom, Sant Josep, la qual s'engalana, i s'hi celebren diverses activitats lúdiques, en les quals participa gairebé tot el poble. Un dels actes principals és un tradicional teatre interpretat per la companyia local "La Taleca", que ens mostra diverses obres teatrals i sainets.

A la nit, se celebra un sopar de germanor acompanyat de revetla, i l'endemà al matí una paella gegant, moltes vegades acompanyat per una petita revetla i, per descomptat, de postres i productes típics del lloc.
- Festa de la Puríssima. 7 i 8 de desembre. L'antiga «festa dels Quintos» ha evolucionat, amb la desaparició del servei militar, per convertir-se en una celebració amb actes religiosos en honor de la patrona local i amb altres lúdics com el sopar de quintades i un concurs de paelles seguit d'un ball.